# Philip Blake
Philip Anthony Blake (Toronto, 27 novembre 1985) è un giocatore di football americano canadese che gioca nel ruolo di centro per i Saskatchewan Roughriders della Canadian Football League (CFL).

## Carriera

### Denver Broncos
Al college, Blake giocò a football con i Baylor Bears dal 2009 al 2011. Fu scelto nel corso del quarto giro (108º assoluto) del Draft NFL 2012 dai Denver Broncos, ma non scese mai in campo.

### Montreal Alouettes
Dopo avere trascorso la stagione 2014 fuori dai campi di gioco, Blake firmò un contratto triennale con i Montreal Alouettes l'8 gennaio 2015.

## Statistiche
Canadian Football League
| Partite totali | 44 |